# هاري جنكينز
هاري جنكينز (بالإنجليزية: Harry Jenkins)‏ هو سياسي أسترالي، ولد في 18 أغسطس 1952 في ملبورن في أستراليا. حزبياً، نشط في حزب العمال الأسترالي. وقد انتخب عضو مجلس النواب الأسترالي عن دائرة Division of Scullin ‏ (8 فبراير 1986 – 5 أغسطس 2013) وانتخب Speaker of the Australian House of Representatives ‏ (12 فبراير 2008 – 24 نوفمبر 2011).